# Platythelphusa immaculata
Platythelphusa immaculata is een krabbensoort uit de familie van de Potamonautidae. De wetenschappelijke naam van de soort is voor het eerst geldig gepubliceerd in 2004 door Marijnissen, Schram, Cumberlidge & Michel.